# Саут-Піттсбург (Теннессі)
Саут-Піттсбург (англ. South Pittsburg) — місто (англ. city) в США, в окрузі Меріон штату Теннессі. Населення — 3106 осіб (2020).

## Географія
Саут-Піттсбург розташований за координатами 35°0′57″ пн. ш. 85°42′44″ зх. д. / 35.01583° пн. ш. 85.71222° зх. д. (35.015938, -85.712358).  За даними Бюро перепису населення США в 2010 році місто мало площу 15,53 км², уся площа — суходіл. В 2017 році площа становила 21,14 км², уся площа — суходіл.

## Демографія
Згідно з переписом 2010 року, у місті мешкали 2992 особи в 1232 домогосподарствах у складі 750 родин. Густота населення становила 193 особи/км².  Було 1397 помешкань (90/км²).
Расовий склад населення:
| - 80,3 % — білих - 16,6 % — чорних або афроамериканців - 0,4 % — корінних американців - 0,1 % — азіатів |

До двох чи більше рас належало 2,2 %. Частка іспаномовних становила 1,6 % від усіх жителів.
За віковим діапазоном населення розподілялося таким чином: 21,8 % — особи молодші 18 років, 58,7 % — особи у віці 18—64 років, 19,5 % — особи у віці 65 років та старші. Медіана віку мешканця становила 42,6 року. На 100 осіб жіночої статі у місті припадало 85,3 чоловіків;  на 100 жінок у віці від 18 років та старших — 79,4 чоловіків також старших 18 років.
Середній дохід на одне домашнє господарство  становив 43 857 доларів США (медіана — 32 725), а середній дохід на одну сім'ю — 56 243 долари (медіана — 40 357). Медіана доходів становила 43 828 доларів для чоловіків та 31 831 долар для жінок. За межею бідності перебувало 30,0 % осіб, у тому числі 41,0 % дітей у віці до 18 років та 4,0 % осіб у віці 65 років та старших.
Цивільне працевлаштоване населення становило 1172 особи. Основні галузі зайнятості: виробництво — 28,2 %, освіта, охорона здоров'я та соціальна допомога — 19,8 %, роздрібна торгівля — 10,7 %, оптова торгівля — 6,5 %.

## Персоналії
- Джобіна Ролстон (1899-1967) — американська акторка німого кіно.